# Agnomonia
Agnomonia là một chi bướm đêm thuộc họ Noctuidae.